# 샤를 오귀스탱 생트뵈브
샤를 오귀스탱 생트뵈브(Charles Augustin Sainte-Beuve, 1804년 12월 23일 ~ 1869년 10월 13일)는 19세기 프랑스의 비평가이다.
프랑스 북부의 불로뉴쉬르메르에서 출생하였다. 위고와 친교를 맺은 이후부터 낭만주의의 추진자로 활약하여 시와 소설을 썼으나 재능의 한계를 깨달아 문예비평으로 전향하였다. 그는 종래의 비판에 있어서 '재단(裁斷)'을 '관찰'로 바꾸어 철저한 문헌 연구를 통하여 작품의 배후에 있는 작가의 정신적 인간상을 충실하게 포착하려 하였다.
오랫동안 주평 (週評) 란을 담당하여 그 비평집이 《월요 한담(月曜閑談)》 (1851년 ~1862년) 과 《속 월요 한담》(1863년 ~ 1870년) 이 되었다. 그 외 많은 작품 가운데 가장 중요한 것은 《포르 르와이얄》 전6권 (1840년 ~ 1860년)이다. 파스칼, 라신 등 거기에 등장하는 인물들의 심리 해부가 뛰어난 점은 19세기 비평의 최고 걸작이라 해도 무방하다. 그에 의하여 비평이 처음으로 문예의 한 장르로 확립되어 오늘날 비평의 기초를 세우게 되었다.

## 참고 자료
- 이 문서에는 다음커뮤니케이션(현 카카오)에서 GFDL 또는 CC-SA 라이선스로 배포한 글로벌 세계대백과사전의 내용을 기초로 작성된 글이 포함되어 있습니다.